# Cecidochares
Cecidochares es un género de insecto de la familia Tephritidae del orden Diptera.

## Especies
- Cecidochares braziliensis Aczel, 1953
- Cecidochares caliginosa
- Cecidochares connexa
- Cecidochares delta
- Cecidochares eupatorii
- Cecidochares fluminensis
- Cecidochares frauenfeldi
- Cecidochares ianthina Aczel, 1953
- Cecidochares latigenis Hendel, 1914
- Cecidochares quinquefasciata
- Cecidochares quinquevittata Norrbom, 1999
- Cecidochares rufescens Bezzi, 1913
- Cecidochares violacea Aczel, 1953